# Karpos (Mythologie)
Karpos (altgriechisch Καρπός Karpós, deutsch ‚(Feld-)Frucht‘) war in der griechischen Mythologie der Sohn des Zephyros mit einer der Horen.
In den schönen Jüngling verliebte sich Kalamos, der Sohn des Flussgottes Maiandros. Als die beiden Liebenden eines Tages im Fluss Mäander um die Wette schwammen, ertrank Karpos. Kalamos bat nun Zeus, ebenfalls sterben zu dürfen, um das Schicksal des Geliebten zu teilen. Während Kalamos daraufhin in ein Schilfrohr verwandelt wurde, dessen raschelnder Klang im Winde als Kalamos’ Wehklage über den Tod seines Geliebten gedeutet wurde, wurde Karpos zu einer Feldfrucht. Aus dem Mythos erklärt sich die Herkunft der griechischen Bezeichnung „Karpos“ für die Frucht im Allgemeinen, die des Feldes im Besonderen. 